# Beneath a Steel Sky
Beneath a Steel Sky (с англ. — «Под небом из стали») — приключенческая компьютерная игра с интерфейсом «point-and-click», разработанная британской студией Revolution Software и изданная фирмой Virgin Interactive в 1994 году. Игра выполнена в довольно редком жанре юмористической антиутопии и выдержана в стиле киберпанк. Рабочим названием проекта было «Underworld».
Это вторая игра, разработанная на игровом движке Virtual Theatre.

## Сюжет
Игра начинается в Австралии. Земля в значительной степени поражена загрязнениями и радиоактивными осадками. Пролог игры выполнен в виде комикса, нарисованного известным художником Дэйвом Гиббонсом (CD-версия игры включала оцифрованный и озвученный вариант комикса, издание на дискетах сопровождалось бумажным буклетом). В комиксе речь идёт о мальчике Роберте, единственном выжившем в авиакатастрофе, произошедшей в «Прогале» (англ. the Gap), так в игре горожане называют обширные области Австралии, разделяющие островки цивилизации — города. Роберт был воспитан группой местных обитателей, являющих собой смешанное общество коренных жителей Австралии и бывших горожан, решивших покинуть город. Роберт получил от них навыки выживания в дикой природе, а также обнаружил врождённые способности к обращению с электроникой. Там же игрок знакомится со спутником главного героя игры — разумным роботом по имени Джоуи, которого Роберт собрал из электронного мусора. Джоуи наделён резким, циничным чувством юмора, он — откровенный мизантроп.
Прошли годы, Роберт повзрослел. Однажды в посёлок прибыли солдаты из города, по действиям которых понятно, что они разыскивают Роберта. Солдаты уничтожили деревню, а самого Роберта забрали в город. Игра начинается, когда вертолёт терпит крушение над городом, и Роберт, скрывшись с места аварии, пытается выяснить тайну своей личности, а также кто стоит за его похищением и зачем кому-то понадобилось возвращать его в Union City.

## Предыстория
В мире Beneath a Steel Sky Австралия поделена на шесть городов-государств. Union City (бывший Сидней) — второй по величине среди шести. После Американо-Европейской войны участники конфликта сформировали набор идеалов, названных «новыми демократическими принципами». В результате этого основной силой в послевоенном мире стали Корпорации.
Основным событием предыстории стал конфликт между Union City и корпорацией Hobart — управляющей столицей государства Тасмания.

## Разработка
Игра была разработана Чарлзом Сесилом, Дэйвом Камминсом, Дэйвом Гиббонсом и Дэном Маршаном по сценарию Дэйва Камминса. Художественные работы выполнили иллюстраторы Дэйв Гиббонс, Пол Хамфриз, Стив Инс, Стивен Оудс, Лес Пэйс и Адам Твин. Движок разработан Тони Уорринером. Программирование выполнили Джеймс Лонг, Дэйвид Сайкс и Тони Уорринер.
Из-за размера игры, который в шесть раз превысил размер её предшественницы — игры Lure of the Temptress, команде пришлось ограничить свободу перемещения персонажей, из-за чего концепция «виртуального театра» не была полностью реализована.

## Награды
После выхода в Великобритании игра встретила тёплый приём критиков, получив рейтинг 95 % от журнала CU Amiga, 94 % от Amiga Format и 93 % от The One. Релиз в США был также успешен — 4 из 5 звёзд от Computer Gaming World и 91 % от PC Gamer. Кроме того, в 1995 году игра была удостоена премии Best Dialogue (с англ. — «Лучшие диалоги») от PC Gamer и признана лучшей приключенческой игрой на ежегодной церемонии Golden Joystick Award, получив премию Best Adventure.

## Статус Freeware
В августе 2003 года Beneath a Steel Sky была переведена правообладателем в статус бесплатного программного обеспечения и портирована при помощи ScummVM, благодаря чему игру стало возможно запускать на гораздо большем числе платформ.
Данные игры обеих версий — на дискетах (7 МБ) и на CD (67 МБ) — доступны для свободного скачивания с сайта ScummVM. Данные не содержат запускающих файлов, так как они больше не нужны.

## Продолжение
В ходе кампании по сбору средств на разработку игры Broken Sword: The Serpent’s Curse разработчиками было объявлено, что разработка Beneath a Steel Sky 2 начнётся, если им удастся собрать миллион долларов. Цель не была достигнута, однако 24 сентября 2012 года Чарлз Сесил объявил, что разработка продолжения всё же начнётся после релиза Broken Sword: The Serpent’s Curse. В качестве целевых платформ рассматривались Windows, OS X, Linux, iOS и Android.
Продолжение вышло 26 июня 2020 года на платформе Apple Arcade под названием Beyond a Steel Sky.